# ما زندگان
ما زندگان (به انگلیسی: We the Living) که در ایران با نام کایرا توسط ژیلا فرهنگی ترجمه و توسط انتشارات رسپینا چاپ و منتشر شده، رمان نخست فیلسوف و رمان‌نویس روسی‌آمریکایی آین رند است. این کتاب داستان زندگی مردم روسیه را در جمهوری شوروی فدراتیو سوسیالیستی روسیه نقل می‌کند و اولین بیانیه آین رند در برابر کمونیسم است. رند در پبش‌گفتار می‌گوید که ما زندگان نزدیک‌ترین متنی است به آنچه که می‌توانست در مورد زندگی خودش بنویسد. رند در سال ۱۹۳۴ نوشتن این رمان را تمام کرد، اما پیش از پذیرفته شدن توسط انتشارات مکمیلن در سال ۱۹۳۶ چند انتشاراتی آن را رد کرده بودند. از آن زمان بیش از سه میلیون نسخه از این کتاب فروخته شده‌است.